# József Pongrácz
József Pongrácz-Pollák (ur. 3 czerwca 1891 w Peczu, zm. 14 marca 1959 w Budapeszcie) – węgierski zapaśnik walczący w stylu klasycznym. Olimpijczyk ze Sztokholmu 1912, gdzie zajął dwunaste miejsce w wadze piórkowej.
Wicemistrz świata w 1920. Mistrz Europy w 1912 roku.

## Letnie Igrzyska Olimpijskie 1912
| Konkurencja | Eliminacje             | Eliminacje             | Eliminacje          | Eliminacje             | Klas. końcowa |
| Konkurencja | Przeciwnik I           | Przeciwnik II          | Przeciwnik III      | Przeciwnik IV          | Miejsce       |
| ----------- | ---------------------- | ---------------------- | ------------------- | ---------------------- | ------------- |
| 60 kg       | William Lyshon (USA) Z | Georg Andersen (GER) Z | Arvo Kangas (FIN) P | Hugo Johansson (SWE) P | 12.           |